# Hugo P. Thomas
Hugo P. Thomas, né le 19 septembre 1989 à Croix, est un scénariste et réalisateur français.

## Biographie
Hugo P. Thomas a co-réalisé plusieurs courts-métrages primés avant de co-réaliser avec Zoran Boukherma, Ludovic Boukherma et Marielle Gautier son premier long-métrage Willy 1er présenté par l'Association pour le cinéma indépendant et sa diffusion (ACID) au festival de Cannes 2016. Il signe également la musique de ce film.
Il présente à l'édition 2022 du Festival international du film indépendant de Bordeaux son deuxième long-métrage, premier qu'il réalise en solo, intitulé Juniors. Il obtient alors la mention du jury à Bordeaux ainsi que plusieurs prix en France ou à l’étranger, pour ce teen movie rural mettant notamment en scène Vanessa Paradis aux côtés d'acteurs non-professionnels. La sortie du film est prévue pour le 26 juillet 2023.

## Filmographie
- 2013 : Premier Métro (court métrage)[6]
- 2014 : Ich bin eine Tata (court métrage)
- 2015 : Perrault, La Fontaine, mon cul ! (court métrage)
- 2016 : Willy 1er
- 2022 : Juniors